# Chinlone

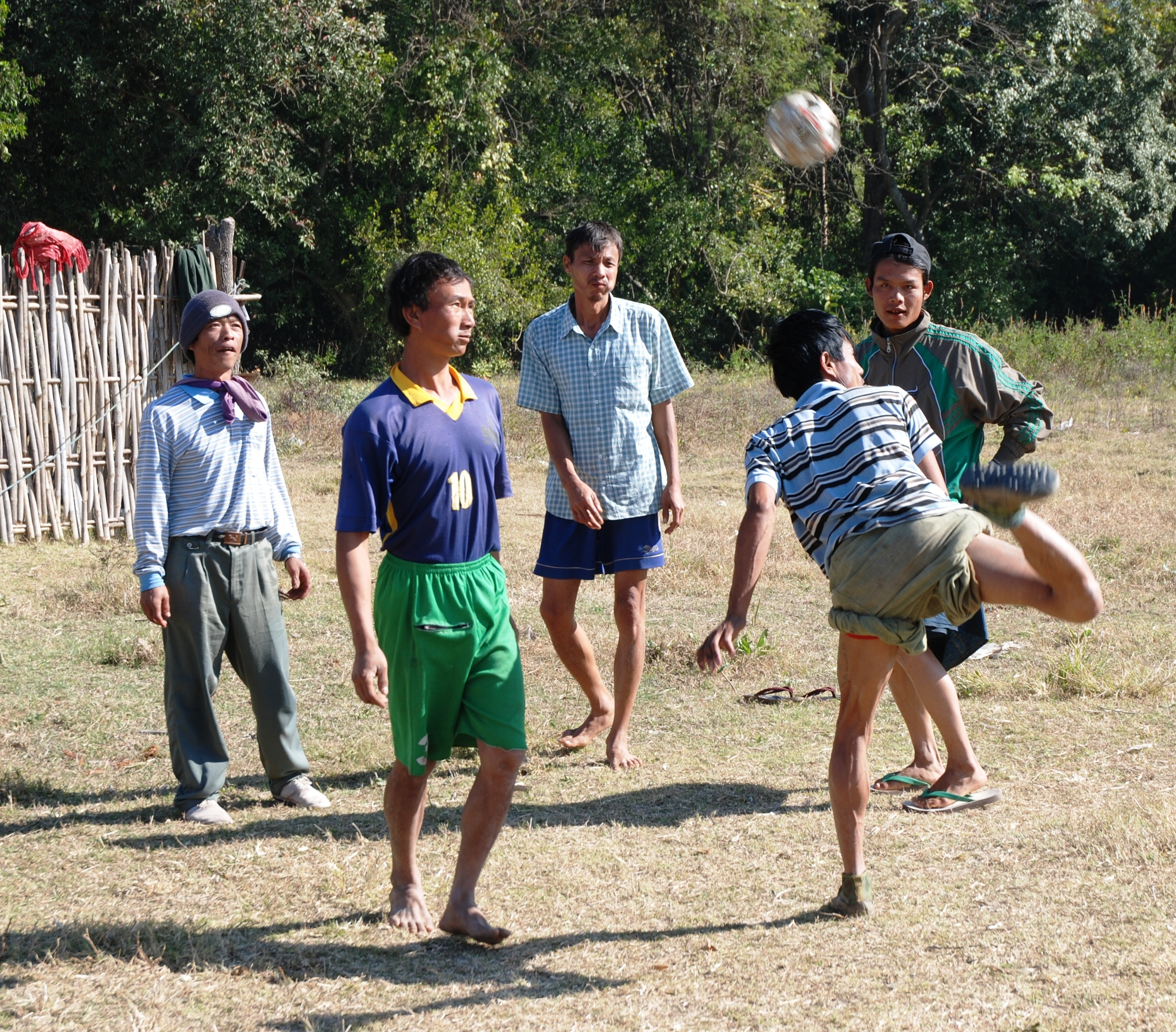
Chinlone-Spiel in Birma

Chinlone (birmanisch ခြင်းလုံး [t͡ɕʰɪ́ɴlóʊɴ]) ist ein traditioneller Sport aus Myanmar (Burma). Chinlone ist eine Kombination aus Sport und Tanz, ein Team-Sport ohne gegnerisches Team. Der Gedanke von Chinlone ist nicht der Wettkampf, aber es ist genauso schwierig wie „wettkampffähige“ Ballspiele. Es geht nicht darum zu gewinnen oder zu verlieren, sondern darum, wie schön gespielt wird.

## Übersicht
Ein Team von sechs Spielern spielt den Ball mit Füßen und Knien hin und her, während es sich im Kreis dreht. Ein Spieler steht solo-spielend in der Mitte und erschafft dabei einen Tanz von verschiedenen ineinander verschlungenen Bewegungen. Er wird von den anderen Spielern unterstützt, die den Ball möglichst mit nur einer Berührung zurück in die Mitte spielen. Sobald der Ball auf dem Boden aufkommt, ist die Runde vorbei, und das Spiel beginnt von vorn.
Der Ball ist aus Rattan gewebt und macht ein spezielles „Klick“-Geräusch, wenn er gekickt wird, was einen Teil der Ästhetik des Spiels ausmacht. Die Spieler dürfen den Ball mit sechs Punkten berühren: mit dem Spann, der Innen- und der Außenseite und der Sohle der Füße, sowie mit der Hacke und dem Knie. Das Spiel wird barfuß oder mit Chinlone-Schuhen gespielt, die dem Spieler das bestmögliche an Gefühl für den Boden und den Ball geben. Der typische Spielkreis hat einen Durchmesser von sechs bis sieben Metern. Der ideale Boden besteht aus trockenem, verdichtetem Sand, es kann aber auf fast jedem flachen Untergrund gespielt werden.

## Geschichte und Tradition

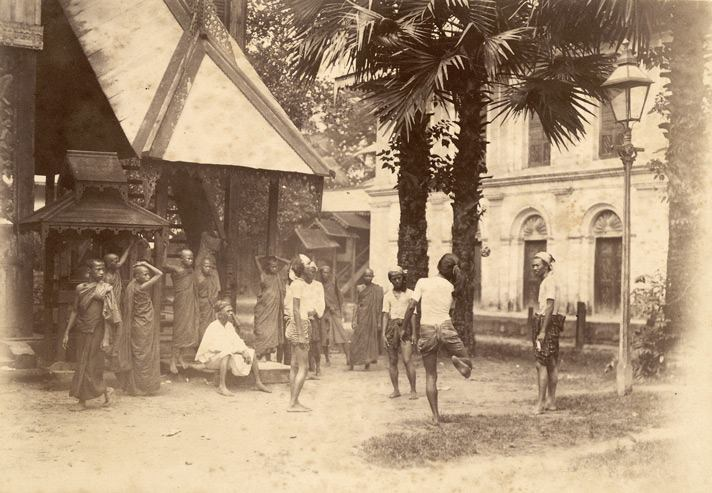
Eine der ersten Fotografien von Männern, die Chinlone spielen, aufgenommen um 1899

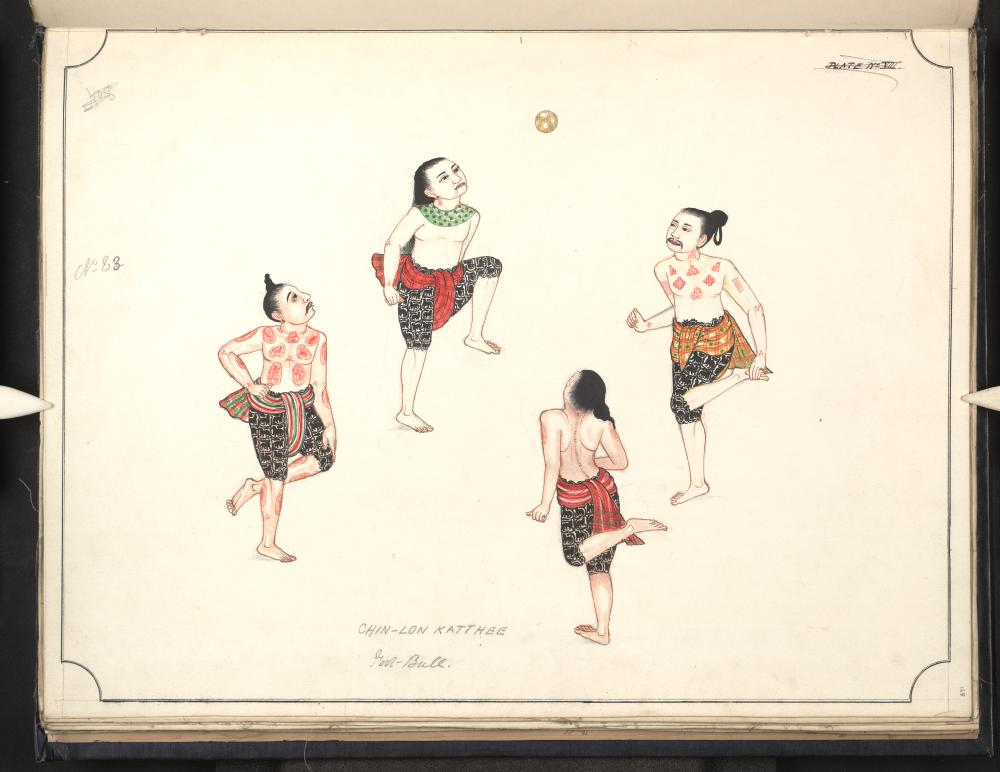
Aquarell eines Chinlone-Spiels aus dem 19. Jahrhundert.

Chinlone ist über 1500 Jahre alt und wurde früher für das birmanische Königshaus gespielt. Über die Jahrhunderte haben die Spieler mehr als 200 unterschiedliche Arten den Ball zu spielen entwickelt. Viele Bewegungen sind birmanischem Tanz und Kampfsport ähnlich. Einige der schwierigsten Tricks werden hinter dem Rücken ohne hinzusehen gespielt. Die Form ist das Wichtigste bei Chinlone, so ist beispielsweise die korrekte Haltung von Händen, Armen, Körper und Kopf vorgegeben. Nur wenn die Form eines Tricks stimmt, wird er als gut angesehen.
In Birma ist der Buddhismus vorherrschend und Chinlone-Spiele sind ein fester Teil vieler buddhistischer Veranstaltungen, die im Jahr stattfinden. Beim größten Fest dieser Art spielen bis zu tausend Teams mehr als einen Monat lang. Ein Ansager sagt die Namen der Tricks an und unterhält das Publikum mit cleveren Wortspielen. Live-Musik traditioneller Orchester inspiriert die Spieler und formt den Stil und den Rhythmus des Spiels. Die Spieler spielen im Takt der Musik und die Musiker betonen die Tricks.
Es spielen sowohl Männer als auch Frauen Chinlone, oft sogar im selben Team. Ebenso können Erwachsene und Kinder im selben Team spielen, und nicht selten sieht man 80-jährige Greise spielen.
Zusätzlich zum Team-Spiel von Chinlone (genannt „wein kat“ oder Kreis-Kick) gibt es eine Solo-Variante, genannt „tapandaing“, die nur von Frauen gespielt wird.
Um gut Chinlone zu spielen, muss das gesamte Team immer aufmerksam sein – wenn jemand abgelenkt ist, fällt der Ball zu Boden. Alle ernsthaften Spieler erleben eine intensive Konzentration, ähnlich der Zen-Meditation („jhana“).

## Verwandte Spielarten
Chinlone gehört zu der Familie der Fußballspiele, die auf der ganzen Welt gespielt werden. Es ist verwandt mit ähnlichen Spielen aus Südostasien, die als „Sepak Takraw“ in Thailand, „sepak raga“ in Malaysia, Singapur und Indonesien, „sipa“ auf den Philippinen, „kator“ in Laos und „đá cầu“ in Vietnam bekannt sind. Eine Wettbewerbs-Variante des Spiels, bei der der Ball über ein Netz gespielt wird, wurde in den 1940er-Jahren in Malaysia entwickelt. Die Wurzeln von Chinlone könnten bis zum alten chinesischen Spiel „cuju“ oder „tsu chu“ reichen, das von der FIFA als älteste Form des Fußballs anerkannt wurde. Ein vergleichbares Spiel wird in Japan gespielt, wo es als „kemari“ bekannt ist. Footbag hat seine Wurzeln in allen diesen Spielen.